# Kirchberg an der Jagst
Pour les articles homonymes, voir Kirchberg.

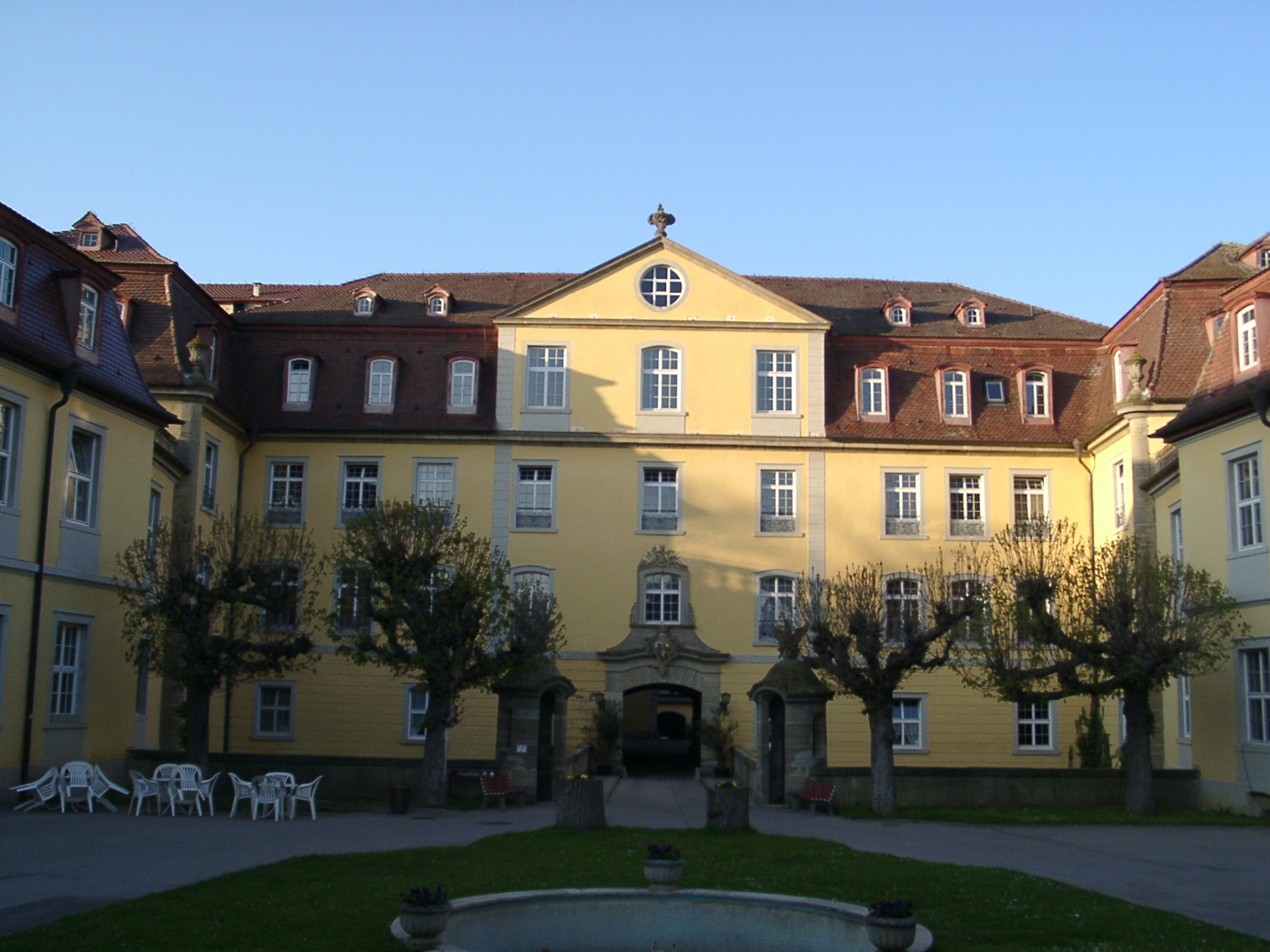
Château de Kirchberg

Kirchberg an der Jagst, Kirchberg-sur-la-Jagst, est une ville de Bade-Wurtemberg (Allemagne), située dans l'arrondissement de Schwäbisch Hall, dans la région de Heilbronn-Franconie, dans le district de Stuttgart. Elle est située sur les bords de la Jagst.

## Histoire
De 1701 à 1806, elle a été la capitale de la principauté de Hohenlohe-Kirchberg. C'est l'empereur Charles IV qui donne la permission en 1373 au comte Kraft IV de Hohenlohe de bâtir une ville autour de son château fort et d'en assurer la défense.
La ville de Kirchberg s'est unie à la commune de Lendsiedel, le 1er janvier 1975.

## Culture
La ville et les villages qui en dépendent disposent de plusieurs monuments et bâtiments historiques comme :
- Le château de Kirchberg, ancienne résidence des princes de Hohenlohe
- L'église évangélique-luthérienne construite en 1731 avec un intérieur Art déco
- La tour de la ville (1400)
- La porte de la ville (1774)
- La maison communautaire (1490)
- Le musée de la ville, dans l'ancienne Lateinschule (1748)
- L'église évangélique-luthérienne de Gaggstatt, construite par Theodor Fischer en 1904
- La chapelle Saint-Nicolas de Mistlau, avec des fresques gothiques
- La chapelle romane de Lobenhausen
- Le château de Lobenhausen
- L'église évangélique-luthérienne Saint-Étienne, à Lendsiedel, avec un orgue baroque (1701)